# フランツ・カフカ
フランツ・カフカ（Franz Kafka、チェコ語: František Kafka、1883年7月3日 - 1924年6月3日）は、現在のチェコ出身の小説家。プラハのユダヤ人の家庭に生まれ、法律を学んだのち保険局に勤めながら作品を執筆した。どこかユーモラスな孤独感と不安の横溢する、夢の世界を想起させる ような独特の小説作品を残した。その著作は数編の長編小説と多数の短編、日記および恋人などに宛てた膨大な量の手紙から成り、純粋な創作はその少なからぬ点数が未完であることで知られている。
生前は『変身』など数冊の著書がごく限られた範囲で知られるのみだったが、死後中絶された長編『審判』『城』『失踪者』を始めとする遺稿が友人マックス・ブロートによって発表されて再発見・再評価をうけ、特に実存主義的見地から注目されたことによって世界的なブームとなった。その後もドゥルーズ＝ガタリの著作などにもカフカに関する物があるなど、現代思想においても影響がある。現在ではジェイムズ・ジョイス、マルセル・プルーストと並び20世紀の文学を代表する作家と見なされている。

## 生涯
この節では主に生活史について記述する。作品の変遷などについては#作風・執筆歴他を参照。

### 出自と家庭

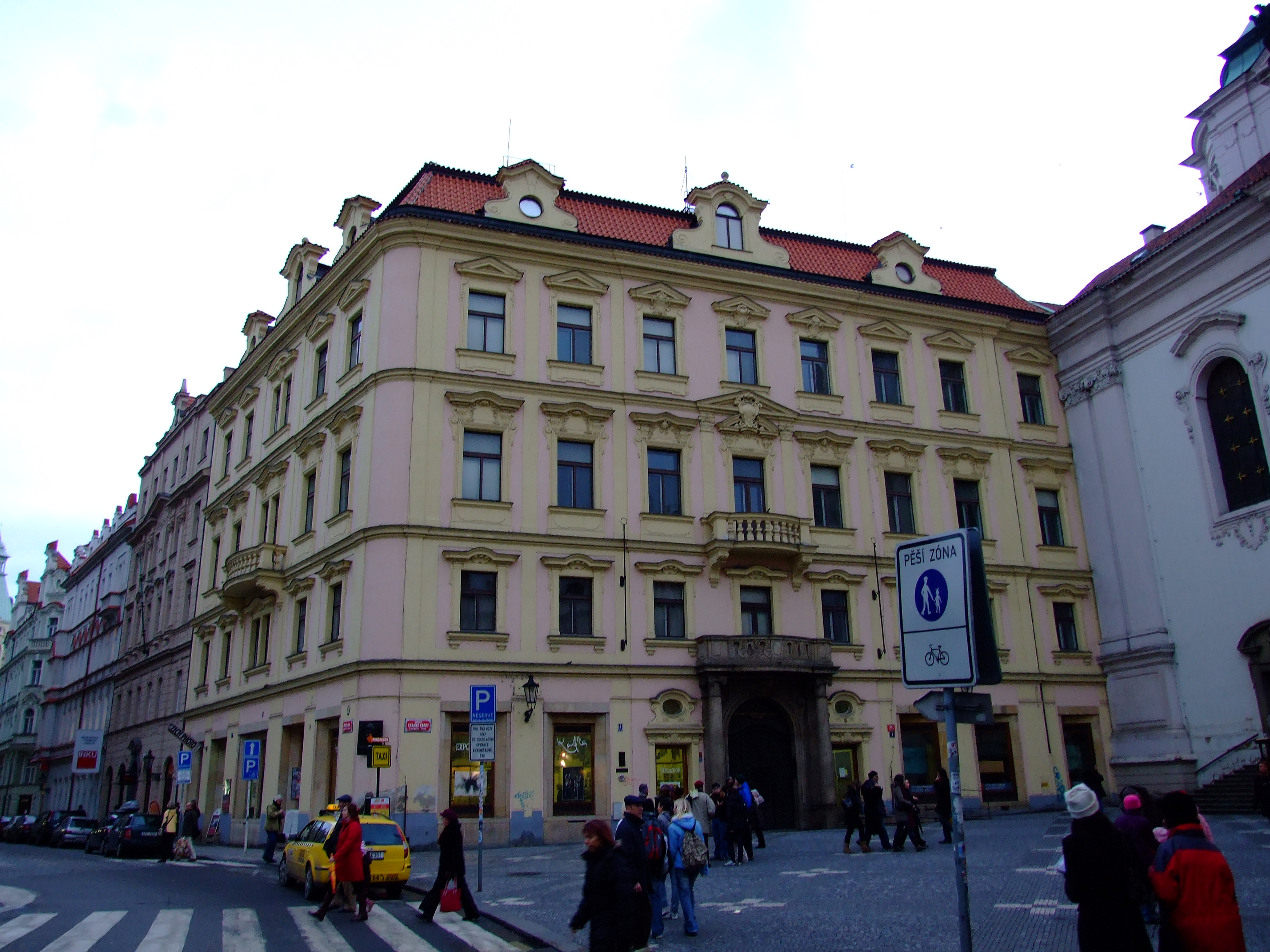
プラハのカフカの生家。現在は1階に小規模のカフカ博物館がある。

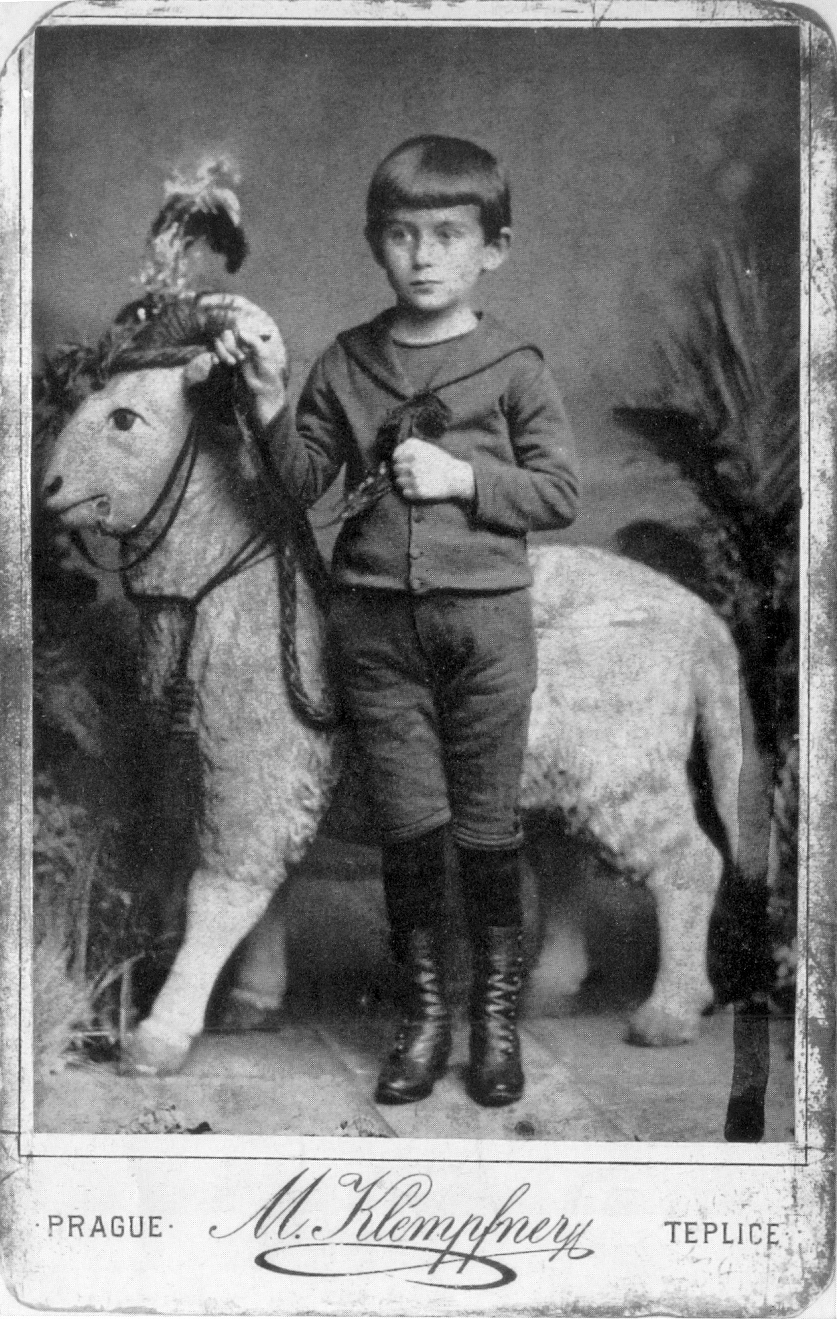
カフカ5歳の写真

フランツ・カフカは、1883年、オーストリア＝ハンガリー帝国領プラハにおいて、高級小間物商を営むヘルマン・カフカ（1852年 - 1931年）とその妻ユーリエ（1856年 – 1934年）との間に生まれた。両親は、ともにユダヤ人である。
父ヘルマン・カフカは、南ボヘミアの寒村ヴォセクの畜殺業者ヤーコプ・カフカの息子であった。チェコ語を母語とし、ユダヤ人向けの初等学校でドイツ語を習得したが、後年になってもドイツ語を完全に操ることはできなかった。彼は、ユダヤ社会で成人の1年後にあたる14歳の時に独り立ちし、田舎の行商をしていたが、20歳の時にオーストリア軍に徴兵され、2年間の兵役を勤めた後、都市プラハに移った。1882年、裕福な醸造業者の娘ユーリエ・レーヴィと結婚し、彼女の財産を元手にして小間物商を始めた。
父ヘルマンがチェコ語を母語としていたのに対し、母方のレーヴィ家はドイツ風の慣習に馴染み、ドイツ語を話す同化ユダヤ人であった。レーヴィ家は、ユダヤ社会の名門であり、祖先には学識の高いラビやタルムード学者のほか変人、奇人も多く存在する。カフカは、自分の資質について、父方よりも母方の血に多くを負っていると感じており、日記やメモではもっぱらこの母方の祖先について言及した。母ユーリエ・レーヴィには3人の兄と2人の義弟がおり、長兄アルフレートはスペイン鉄道の支配人となりカフカの最初の就職の手助けをしている（カフカ家では「マドリードの伯父」と呼ばれていた）。上の義弟ジークフリートは、学識と機知に富む変わり者であり、メーレンの田舎町トリーシュで医者をして生活していた。カフカは、この叔父を気に入り、晩年までしばしば叔父のもとを訪れ滞在している。母方の5人の叔父のうち、この2人を含む3人が独身であった。
フランツ・カフカは長男であり、彼が生まれた2年後に次男ゲオルクが、さらに2年後に三男ハインリヒが生まれたが、いずれも幼くして死去している。両親には続いてガブリエル、ヴァリー、オティリーの3人の娘が生まれた。幼いころは妹3人で固まってしまい、また両親はいつも仕事場にいたためカフカは孤独な幼少期を送ったが、晩年に病にかかってからは三女のオティリー（愛称オットラ）と親しくした。カフカ家には他に料理女や乳母が出入りしており、カフカは主に乳母を通じてチェコ語を覚えた。

### 初等学校、ギムナジウム時代

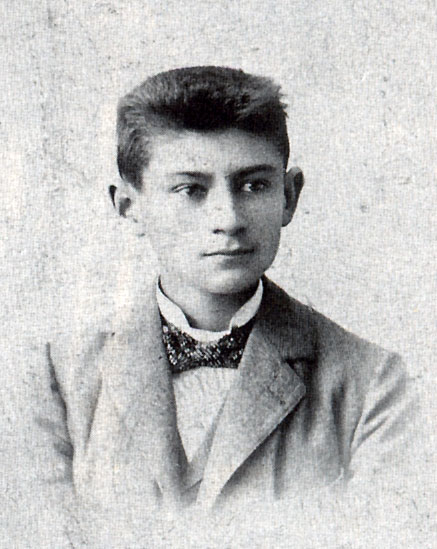
ギムナジウム時代のカフカ（1900年以前の写真）

1889年9月、カフカは6歳でフライシュマルクトの小学校に入学した。父ヘルマンは息子を学校に行かせるにあたり、プラハにおいて多数の話者を持つチェコ語の学校ではなく、支配者階級の言葉であるドイツ語の学校を選んだ。この学校の生徒は主にユダヤ人で、カフカの担任教師は1、3、4年がユダヤ人、2年がチェコ人、校長はユダヤ人だった。カフカの送り迎えは料理女が担当したが、彼女は意地が悪く、幼いフランツに「家での悪さ」を学校の先生に言いつけると毎日のように脅かしていたという。カフカは4年間の修学期間を優等生として過ごし、またこの学校で終生の友人となるフーゴ・ベルクマンと出会った。
1893年春、入学試験を受けてプラハ旧市ギムナジウムに入学。商業を学ぶための実科学校ではなく、大学入学資格を得ることができるギムナジウムに進んだ。授業は3分の1をラテン語と古代ギリシア語の授業が占めており、カフカはここでホメロスなどの古典作品を習い覚えた。入学後3年間は優等生であったが次第に成績が落ち、1901年に受けた卒業試験（アビトゥーア）ではかろうじて「可」の成績で合格している。苦手な教科は数学であり、一方選択科目ではフランス語や英語を捨てて体育を取り、実技でボートを漕いでいた。上級生になってからは父にせがんで自前のボートを買ってもらうなどしている。同級生にはベルクマンのほか、後に著名な美術史家となるオスカー・ポラックがおり、彼らとは大学まで一緒に進んだが、ポラックとは大学時代の後半から疎遠になっていった。
ギムナジウム時代のカフカはスピノザ、ダーウィン、ヘッケル、ニーチェなどの著作に関心を抱き、また実証主義、社会主義に興味を持っていた（もっともこれは当時の一般的の傾向でもあった）。すでにギムナジウムの初学年の頃には将来作家になる夢を抱いており、そのことをベルクマンに語っている。ドイツ文学ではこの頃ゲーテ、クライスト、グリルパルツァー、シュティフターなどを読み影響を受けており、卒業の際にはドイツ語・演説演習として「ゲーテの『タッソー』の結末をどう解釈すべきか」というテーマを選んでいる。このときゲーテをテーマに選んだのはカフカ一人で、ゲーテに対しては批判的な意識を持ちつつも、大学を卒業した後も強い関心を抱いていた。

### 大学時代
1901年7月、ギムナジウムを卒業したカフカは北海へ卒業旅行へ行き、叔父ジークフリートと共にノルデルナイ島に数週間滞在した。この年の秋、プラハ大学に入学。当初は哲学専攻を希望していたが、父ヘルマンから「失業者志望」と冷笑され、ベルクマン、ポラックと共に化学を専攻した。しかし実験中心の授業はカフカの性に合わず、父の希望でもあった法学専攻へと早々に切り替えている。ベルクマン、ポラックも間もなく哲学、美術史へとそれぞれ専攻を変えていった。もっとも法学の無味乾燥な講義もカフカは気に入らず、1902年の夏学期には美術史とドイツ文学の講義を受けた。更にドイツ文学を研究する為、ミュンヘン大学への移籍も計画していたが、結局実現には至らず、法学の勉強に戻っている。
学期中はしばしばドイツ語、チェコ語の演劇を見に出かけた。また、学期が始まってすぐに学生組織「プラハ・ドイツ学生の読書・談話ホール」（以下「談話ホール」）に入会しており、この組織の主催する朗読会、講演会にもよく参加した。「談話ホール」は450人の会員ほぼ全てがユダヤ人で、この時、学生委員会の委員長をカフカの又従兄弟にあたるブルーノ・カフカが務めていたが、カフカは彼との交流の跡は残していない。1902年10月、「談話ホール」を通じて、後にカフカの文学活動に対し、大きな役割を担う事になるマックス・ブロートと知り合う。ブロートはカフカより1歳年下であったが、当時すでに新進作家として名を成していた。ブロートは談話ホールの主催で「ショーペンハウアー哲学の運命と未来」と題する講演を行い、この際にニーチェを詐欺師と呼んだ事に対し、カフカが反駁した事が最初の出会いであった。また、この時期ポラックを介してフランツ・ブレンターノの哲学を信奉するサークルに加わった。サークルにはベルクマンやブロートも加わっていたが、カフカはその会合にはそれほど熱心ではなかった。1904年秋にはブロートから盲目の作家オスカー・バウム、哲学生フェーリクス・ヴェルチュを紹介され、週末に4人で集まって自作の原稿を読み合う様になった。この頃カフカはフローベール、トーマス・マン、ホーフマンスタール等に愛着を抱く様になっており、特にフローベールは、その後、長い間カフカの愛読する作家となった。
学期間の休暇には前述の叔父ジークフリートの元を訪れ、田舎の生活を楽しんだ。ジークフリートは当時オーストリア＝ハンガリー帝国内で5000台程度しか登録されていなかったオートバイを所有しており、大学生のカフカも、しばしばこれを乗り回していた。大学時代の後半からは試験の疲れを癒す為、各地のサナトリウムに滞在する様になった。

### 就職、保険局員へ
1906年6月、大学終了試験に合格。カフカは試験勉強に苦労し、ブロートに助けられて5人の試験官の内、3人から「可」をもらい、かろうじて試験を通っている。卒業に先立ち、4月から弁護士リヒャルト・レーヴィの元で無給見習いを始めており、10月からはプラハ地方裁判所にて1年間の司法研修を受けた。また、この年の夏、長期休暇を利用して、長編にするつもりだった作品『田舎の婚礼準備』の執筆に着手している。すでに1904年から「ある戦いの記録」の執筆も試みていたが、これらはいずれも未完のまま放棄された。
司法研修を終えたカフカは、母方の叔父アルフレートに推薦を頼み、1907年10月にイタリアの保険会社「アシクラツィオーニ・ジェネラリ（一般保険会社）」のプラハ支店に入社した。しかし、この伸び盛りの総合保険会社では、毎日10時間の勤務に加え、時間外労働と日曜出勤も加わる等の過酷な労働を強いられた。その為、入社数ヶ月で別の職場を探し始めている。1908年8月、有力者であったマックス・ブロートの父親に推薦を頼み、プラハ市内にある半官半民の「労働者傷害保険協会」に職場を移した。この職場では勤務時間が8時から14時までで昼食を取らずに働くという、当時のハプスブルク家の官僚体制で「単一勤務」と呼ばれていたシステムを取っていた。その為、残った午後の時間を小説の執筆に当てる事が出来た。入社に先立って、プラハ商業専門学校で労働者保険講座を受けている。この時の講師の一部は、労働者傷害保険協会の幹部であり、入社後にカフカの上司となった。この頃、事故による保険金支払いを抑制する為に、ピーター・ドラッカーはカフカが現在、工事現場等で使われている安全ヘルメットを発明したと主張しているが当時の資料から裏付けはない。
就職の前後の1908年3月、マックス・ブロートの仲介により、フランツ・ブライの編集する文芸誌『ヒュペーリオン』創刊号にカフカの作品が掲載された。この時発表したのは『観察』と題する小品8編である。ちなみに、カフカの文学作品が活字になったのは、これが初めてである。また、翌年の第8号にも『ある戦いの記録』から抜粋した2編の作品を載せている。この雑誌の寄稿者には他にカロッサ、デーメル、ホーフマンスタール、ムジール、リルケ等がいた。
この年、11月にブロートが友人を亡くした事をきっかけに彼との仲が深まり、1908年から1912年にかけてはブロートと連れ立って北イタリア、パリ、ヴァイマル等へ頻繁に旅行をしている。1909年にマックス・ブロートと彼の弟オットー・ブロートと3人で北イタリアへ旅行へ行った際には、その途上でブレシアの町の飛行機ショーを見物した。カフカは、この体験を元にルポルタージュ「ブレシアの飛行機」を執筆し、日刊紙『ボヘミア』9月26日朝刊に掲載している。これは飛行機についてドイツ語で書かれた最も早い文章の一つである。
1911年11月、カフカはガリツィアからやってきていたイディッシュ語劇団に興味を持ち、カフェで行われていた、この劇団の公演に毎日の様に足を運んだ。劇団のリーダーである青年イツハク・レーヴィとも親しくなり、彼を家に招いたり、また、公演の為に友人、知人に働きかけて便宜を図る等、公私に渡る深い関わりを持った。この交流は翌年の春、劇団がドイツへ旅立つまで続き、カフカがユダヤの民族性への意識に目覚めるきっかけとなった（#ユダヤ性についても参照）。

### フェリーツェとの出会い

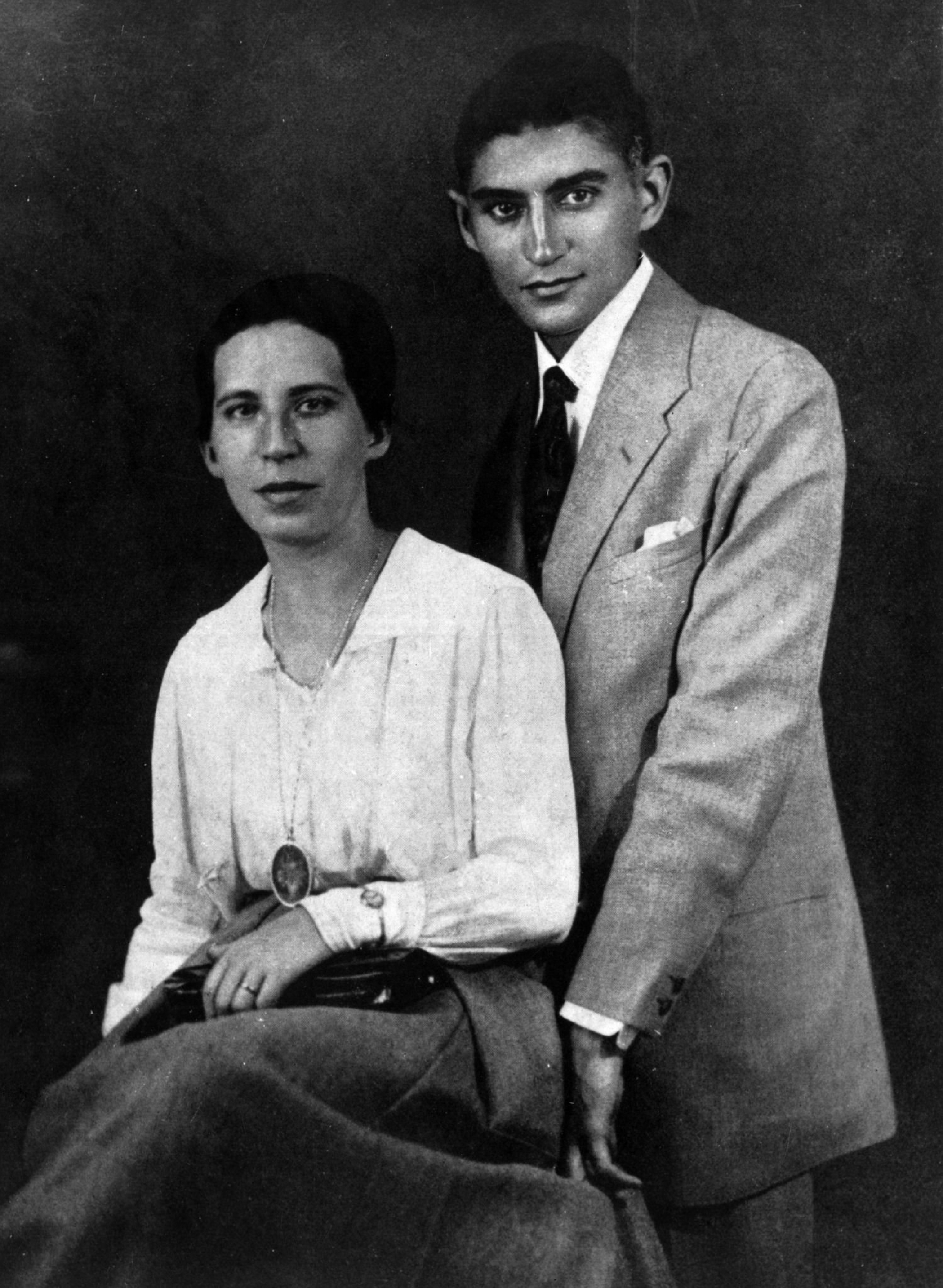
フェリーツェ・バウアー

1912年8月12日、カフカは初めて出版される作品集『観察』の作品配列について相談する為にブロートの家を訪れ、ここで自動筆記機械の宣伝・販売の仕事をしていた4歳年下のユダヤ人女性フェリーツェ・バウアーと出会った（彼女の従兄弟とブロートの姉とが婚姻関係にあった）。カフカは、この女性に非常に強い印象を受け、最初の出会いから1ヶ月経った9月末に突然手紙を送り、10月末から両者の間で活発な文通が始まった。また、最初の手紙を送った2日後の9月22日夜から翌日にかけて短編「判決」を一気に書き上げており、この作品には翌年6月の出版の際に「フェリーツェ・Bに」との献辞が付けられている。1913年にはイースター休暇の際に初めてベルリンに住む彼女の元を訪れ、11月と聖霊降臨祭の時にもフェリーツェを訪問した。また、フェリーツェへの手紙では、11月から12月にかけて執筆した『変身』や、その前後に着手していた『失踪者』の進捗状況を逐一知らせている。
しかしフェリーツェの家族に会う等して結婚が現実味を帯びてくると、カフカは交際に躊躇する様になり、次第にフェリーツェとの間に溝が出来る様になった。こじれかけた仲を取り持つ為、フェリーツェの友人グレーテ・ブロッホが仲介に入ると、カフカはフェリーツェよりも彼女に向けて多数の手紙を書く様になった。1914年6月、フェリーツェと正式に婚約が交わされ、双方の親と共に新居の準備が進められた。しかし結婚によって執筆が妨げられるという不安が消えず、7月12日、ホテル「アスカニッシャー・ホーフ」にてフェリーツェ、グレーテと会談し、婚約を解消する。尚、この後もグレーテと頻繁な文通があり、一時親密な関係にあったと推測されている。
婚約破棄の直後、カフカはバルト海の保養地へ友人エルンスト・ヴァイスと共に旅行に出かけている。この時カフカはヴァイスに励まされ、初めて勤めを辞めて小説で身を立てる事を考えた。両親にもその決意を手紙で知らせているが、この計画は間もなく勃発した第一次世界大戦により阻害された。カフカは傷害保険協会からの申請によって徴兵を免れており、また、当時の日記には執筆中の『審判』に関する記述がほとんどで、カフカの戦争への言及は少ない。
1915年1月末、経緯は定かではないが、カフカはボーデンバッハの町でフェリーツェと再会し、再び彼女と交際する様になった。翌年7月にはマリーエンバートの保養地で10日間を2人で過ごし、11月にカフカがミュンヘンの書店で「流刑地にて」の朗読を行なった際にはフェリーツェも朗読会に訪れている。1917年7月、フェリーツェと2度目の婚約を交わす。しかし勤務と長時間の執筆による無理がたたり、8月に喀血。9月に肺結核と診断され、12月末、病気を理由に再び婚約を解消する。

### 病と晩年
結核を発症したカフカは1917年9月に長期休暇を取り、療養の為、妹のオットラが農地を借りていた小村チェーラウに移り、ここに8ヶ月間滞在した。チェーラウではチェコ語やフランス語の本を多く読み、キルケゴールの自伝的著作に親しんだ。また、ヘブライ語の勉強も、この時期に始めている。10月末からはノートに一連のアフォリズム風の短文を書き始めており、これはカフカの死後、ブロートによって『罪、苦悩、希望、真実の道についての考察』の題で刊行された。日中は散歩や日光浴を楽しみ、ここでの田舎生活は後に書かれる『城』に反映される事になった。妹オットラと共に過ごしたチェーラウでの8ヶ月間を、カフカは後に「自分の人生で最もやすらぎに満ちていた時」と述べている。
1918年4月末、カフカはプラハに戻り職場に復帰するが、これ以降は長期療養と職場復帰とを何度も繰り返す事になる。この年11月にはスペイン風邪にかかり、治りかけていた肺に大きな打撃を与える事になった。この時は医師の勧めに従ってシュレーゼンの保養地に出かけ、翌年4月まで滞在した。カフカはここで、同じく肺を病んで療養中だった4歳年下のユダヤ人女性ユーリエ・ヴォリツェクと出会い、交際を始めている。4月には彼女と婚約するが、貧しい家柄を嫌った父ヘルマンから猛反対を受けた。カフカは父との関係改善を図り、11月から12月半ばまで再びシュレーゼンに滞在した時に、長文の「父への手紙」を書いている。しかしこれは、受け取った母親の判断で父の手には渡らなかった（#父との軋轢参照）。
ユーリエとの結婚の目途が立たないまま、カフカは1920年からチェコ人のジャーナリスト・翻訳家でユダヤ人の夫を持つミレナ・イェセンスカと親しくなった。彼女がカフカの「火夫」をチェコ語に翻訳したいと申し出たのがきっかけで（これはカフカ作品の最初の翻訳であった）、文通を通じて親しい交際が始まり、7月にはユーリエとの婚約を解消した。しかしミレナは夫と別れる決心が付かず、彼女との仲も次第に冷えていった。
1922年7月、勤務が不可能になり、労働者傷害保険協会を退職、年金生活者となった。1923年7月、妹のエリ一家と共にバルト沿岸のミューリツに滞在、ここで最後の恋人となるドーラ・ディアマントと出会う。ドーラはポーランドのハシディズム信者の家庭に生まれた当時25歳の女性で、この時ミューリツのユダヤ民族ホームに勤めていた。その後、親しい手紙のやり取りがあり、9月末にベルリンで再会、敗戦によるインフレーションで混乱の最中にあったベルリンで共同生活を始めた。しかし生活が困窮する中で病状が急激に悪化し、翌年3月、叔父ジークフリートから説得を受け、ドーラとマックス・ブロートに付き添われながらプラハの実家に戻った。

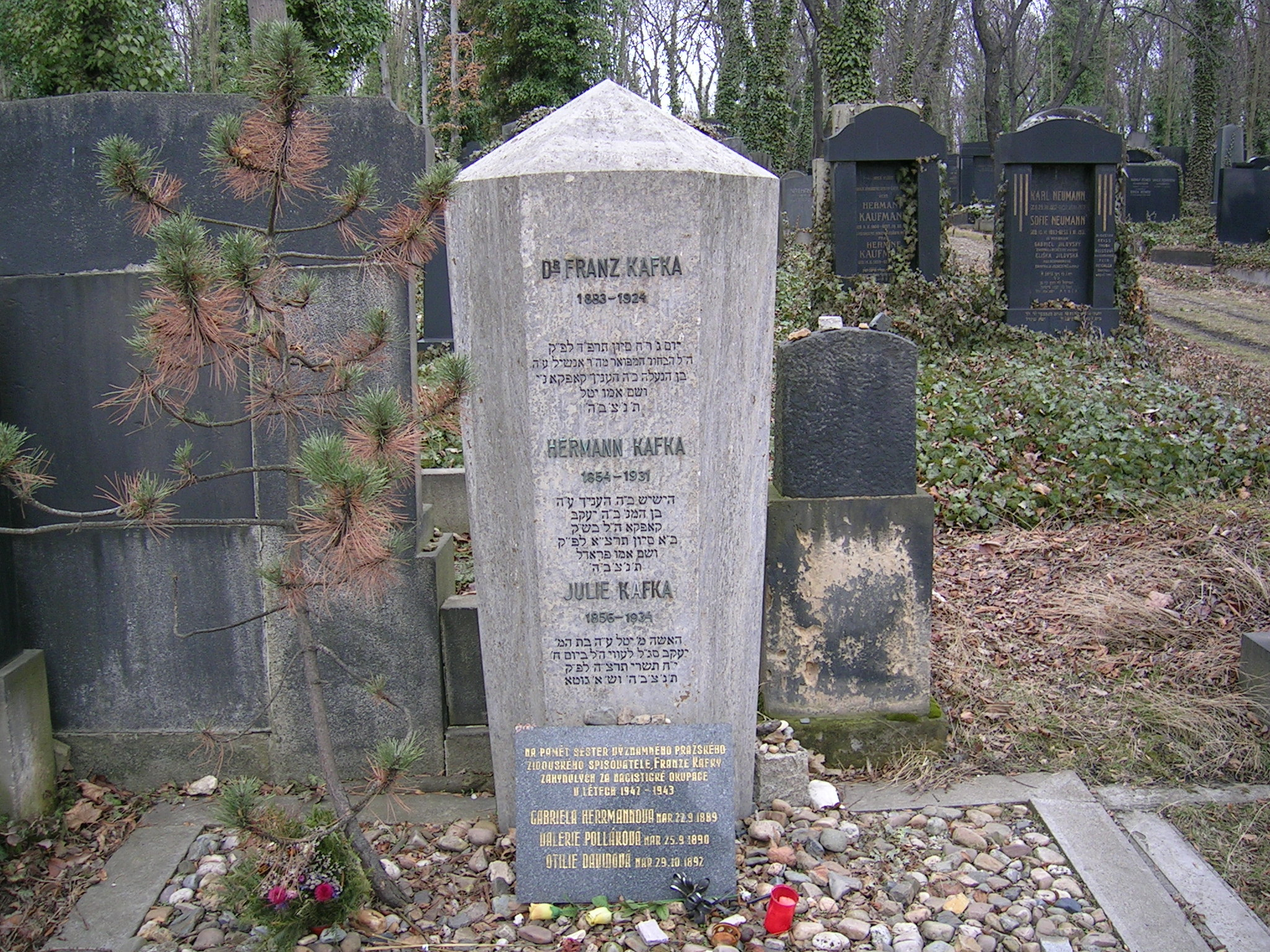
カフカの墓。1930年代に死去した父母も同じ場所に葬られている。

1923年4月、ウィーン大学付属病院に入院、4月末からウィーン郊外のキーアリングにあるサナトリウムに移る。病床のカフカにはドーラと共に、晩年に親しくなった医学生の青年ローベルト・クロップシュトックが付き添い、マックス・ブロートが見舞いに訪れた。咽頭結核にかかっていたカフカは会話を禁じられ、彼らとは筆談で会話を行っている。1924年6月3日、同地で死去。41歳の誕生日の一ヶ月前であった。遺体はプラハに送られ、この地のユダヤ人墓地に埋葬された。

## 人物

### 人柄
生前のカフカについては友人、知人たちによる多くの証言が残っている。それらによればカフカは至って物静かで目立たない人物であった。人の集まる場では大抵聞き役に回り、たまに意見を求められるとユーモアを混じえ、時には比喩を借りて話し、意見を言い終わると、また聞き役に戻った。職場では常に礼儀正しく、上司や同僚にも愛され、敵は誰一人いなかった。掃除婦に会った際にも挨拶を返すだけでなく、相手の健康や生活を案じるような一言二言を必ず付け加えたという。掃除婦の一人はカフカについて「あの方は、ほかのどの同僚とも違っていました。まるきり別の人でした」と話している。
晩年は年少者の人の相談や対話の相手をする事も多く、1919年にサナトリウムで出会った少女ミンツェ・アイスナーとは死の年まで文通が続いた。1920年には職場の同僚の息子で作家志望の青年であったグスタフ・ヤノーホと知り合い、後々まで彼の対話の相手となった。ヤノーホは後に、この体験を回想して『カフカとの対話』（1951年）を執筆し、後のカフカ受容に影響を与える事になる。1921年からは16歳年下の医学生ロベルト・クロプシュトックとも親しくなり、作家に憧れて進路に悩んでいた彼の相談相手になった。
カフカの晩年のエピソードとして、ドーラ・ディアマントより次の様な話が伝えられている。ベルリン時代、カフカとドーラはシュテーグリッツ公園をよく散歩していたが、ある日ここで人形をなくして泣いている少女に出会った。カフカは少女を慰める為に「君のお人形はね、ちょっと旅行に出かけただけなんだ」と話し、翌日から少女の為に毎日「人形が旅先から送ってきた」手紙を書いた。この人形通信はカフカがプラハに戻らざるを得なくなるまで何週間も続けられ、ベルリンを去る際にもカフカはその少女に一つの人形を手渡し、それが「長い旅の間に多少の変貌を遂げた」かつての人形なのだと説明する事を忘れなかった。

### 生活
カフカは就職した後も長い間、両親の家を生活の場としていた。勤めは8時から14時までで、仮眠を挟んで夜の時間を小説の執筆に当てている。食事は健康を考えて菜食主義を摂り、両親と共に食事をする際には心配する母親を気遣って少量の肉を口にしたものの、それ以外はパンや野菜、果物を中心とした食事を摂っていた。また、体操、散歩を日課にし、時にはマックス・ブロートと連れ立ってプラハの町を歩いて回り、この街の路地や建物を知悉していた。

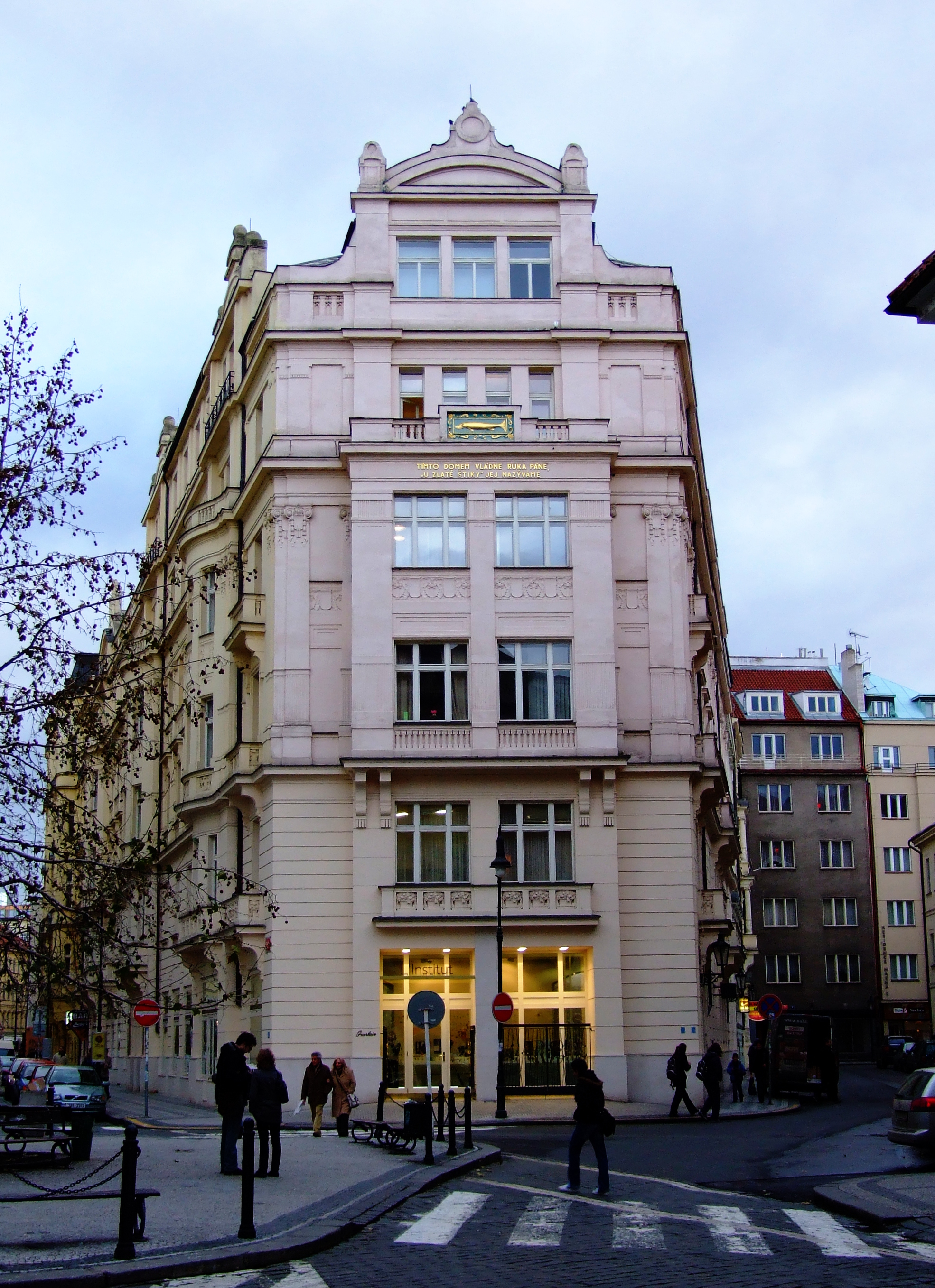
カフカが1915年3月から部屋を借りていた「金のカワカマス館」。1917年まで、ここで一人で住んだが、現存するカフカの作品の内、この部屋で書かれたものはほとんどない。

趣味としては運動を好み、ギムナジウム時代にはボートを漕ぎ、大学ではテニスをし、勤めを持ってからも度々市民プールに水泳に出かけた。晩年には北部のサナトリウムでスキーにも興じている。また、当時誕生したばかりの産業であった映画を好んで見に出かけており、日記や手紙に感想を記していた（カフカの初期の作品『田舎の婚礼準備』や『失踪者』の風景描写、語りの構造等には、しばしば映画からの影響も指摘されている）。長期休暇には学生時代から好んで各地のサナトリウムを訪れており、ここで様々な健康法、療養法を見聞きし、しばしば、つかの間の恋愛も体験した。晩年にはこれが病気療養を兼ねる事になる。
1915年には初めて家を借り、結核を発病するまで一人で暮らした（もっとも食事は家族と取っていた）。1916年末には夜間の執筆の為、妹オットラが借りた錬金術通りにある部屋に通い、翌年にかけて「田舎医者」等の一連の作品をここで執筆した。1917年から借りていたシェーンボルン地区の家には暖房がなく、外套を着込み、足に布団を包んで寒さに耐えながらの執筆であった。夜半から夜明けまでかかる事もしばしばあり、こうした無理な生活がたたったものとして、カフカは自身の結核を「自ら招き寄せた病」と呼んだ。
カフカは自分の作品ができると、自ら作品を人に読み聞かせた。自分でも「すぐ朗読する癖」と呼んでいる。癖なだけあり、とても繊細で美しいテナーだったという。

### 保険局での仕事
カフカは1908年から1922年まで、プラハ市内の「労働者傷害保険協会（正式には「ボヘミア王国労働者傷害保険協会プラハ局」）」に勤めていた。主な仕事は諸企業の傷害危険度の査定、分類と、また、企業側から行われる、分類に対する異議申し立て訴訟の処理であり、カフカは当時チェコで最も工業化が進んでいた北ボヘミアのライヒェンベルクとガブロンツを担当し、しばしば数日がかりの出張や工場視察も行なった。後には特に木材部門での事故防止にも従事しており、木工機械の事故防止の為の詳細な図解入りのマニュアルがカフカの手によるものとして残っている。
カフカは有能な職員であり、特に文書作成能力を買われ、1913年に30人の部下を抱える書記官主任に、1920年には秘書官に、1922年の退職直前には秘書官主任にまで出世した。1914年の大戦勃発の際には保険協会から「業務上不可欠」とされて兵役免除を申請されている。1918年にはオーストリア＝ハンガリー帝国が崩壊しチェコ共和国の時代となったが、チェコ語も出来たカフカは解雇を免れた。
心配性だったカフカは、工場現場への視察の際に、万一の事を考えて軍用ヘルメットを着用していた。経営学者ピーター・ドラッカーの『ネクスト・ソサエティ』（上田惇生訳、ダイヤモンド社、2002年）では、ここから安全ヘルメットが普及したとして、カフカを安全ヘルメットの発明者として紹介している。

### 父との軋轢

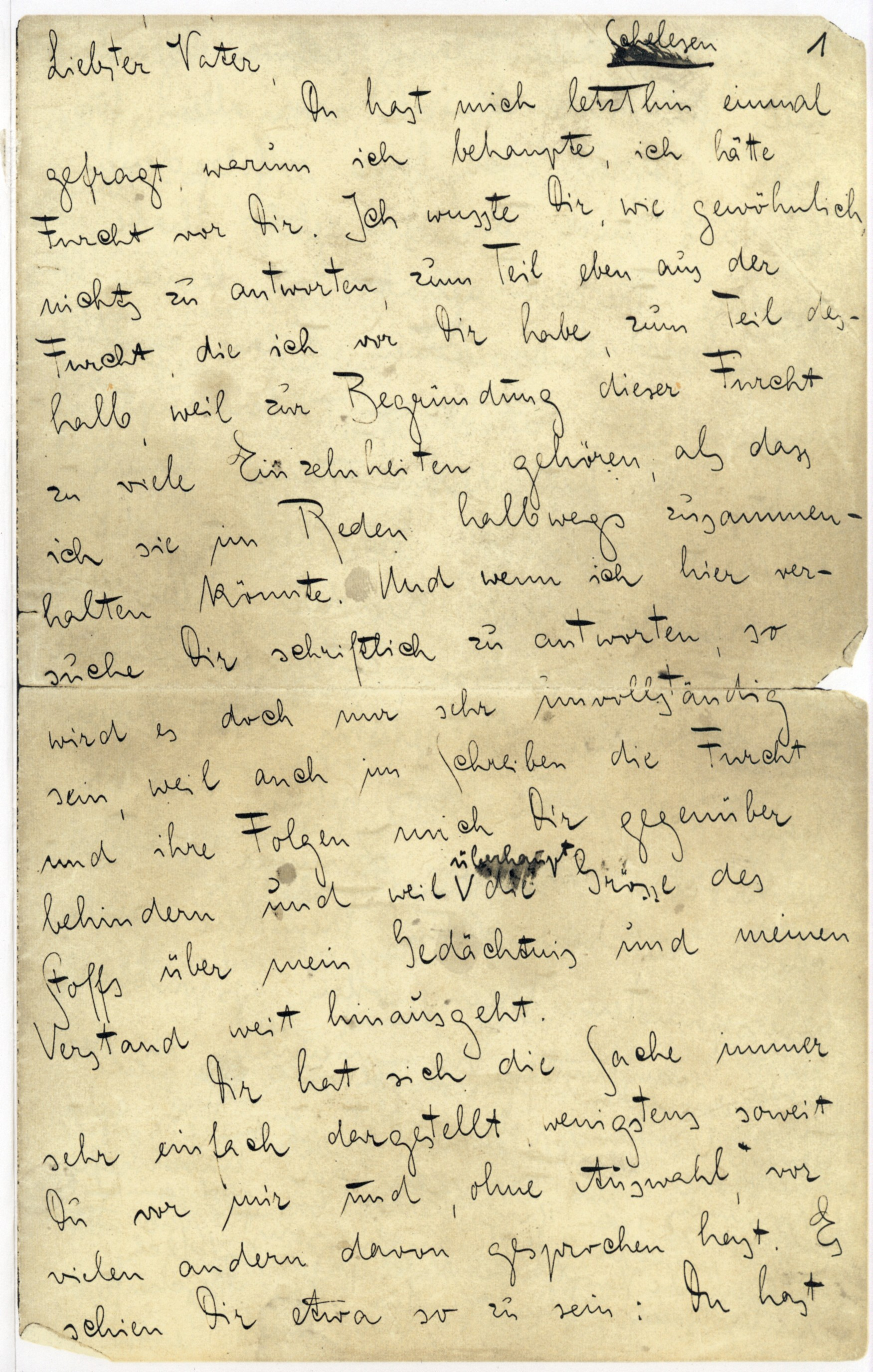
「父への手紙」書き出し部分

カフカは自分と性質の違う父親ヘルマンと、しばしば衝突を繰り返しており、この事がカフカの人生と文学とに深い影響を与えている。ヘルマンは商才に長けた実利的な人物であり、カフカの繊細な感性や、その文学活動に理解を示そうとする事はなかった。1912年には長女エリの婿と共に、カフカをアスベスト工場の責任者の任に就かせ、執筆の時間を欲しがっていたカフカを苦しめている。家庭では高圧的に振る舞い、貧しい環境で育った自分に対し、息子であるカフカがいかに恵まれているかを言い立てて、げんなりさせた。また、大柄で頑健な体格は、背が高く痩せ型だったカフカに劣等感を抱かせていた。
貧しい生い立ちから成功して富裕になったヘルマンは、「都市ユダヤ人」としてのプライドから「民衆ユダヤ人」に対して差別意識を持っており、その為カフカとイディッシュ語劇団との付き合いに不快感を示し、カフカとユーリエ・ヴォリツェックやドーラ・ディアマントとの付き合いには強固に反対した。ユーリエ・ヴォリツェックとの婚約によって、父との仲が険悪になっていた1919年に、カフカは便箋で100枚にも及ぶ長文の「父への手紙」を書いた。この手紙は、なぜ私を恐れるのかという父の問いかけに答える事から始まり、幼い頃から父の振る舞いで、どの様に傷つけられたか、その事で自分の世界が、どの様に変容していったかを、予想される父からの反論に対する答えを交えながら綴っている。そして父との関係が、これまでの自分の結婚の失敗にも悪影響を及ぼしている事に対し、父に理解を求めている。
「父への手紙」は実際にヘルマンに渡される筈であったが、手渡された母と、それを読んだ妹オットラに止められて父には渡らなかった。

### 女性関係
カフカにはフェリーツェ、ミレナ、ユーリエ、ドーラの4人の恋人の他にも様々な女性体験があった事が、残された日記、手紙等から分かっている。カフカは1917年にミレナ・イェセンスカに宛てた手紙の中で、自身の性的初体験について綴っており、それによれば、カフカが20歳の時、大学の中間試験の為にローマ法を勉強していた頃に、向かいの洋服店の店員をしていた女性と関係を持ち、2度ほど逢瀬を重ねたという。大学最後の年にはシレジアのツックマンテルにあるサナトリウムで、名前の伝わっていない人妻の女性と恋をし、翌年の夏にも同じ場所で再会した。この女性は初期の作品『田舎の婚礼準備』に登場する女性のモデルになったと考えられている。就職の前後にはモラヴィアのサナトリウムでヘートヴィヒ・ヴァイラーという女性と恋をし、就職後の新生活の様子を彼女への手紙の中で綴っている。この女性については詳しい事は分かっていない。
カフカは恋人が出来ると短期間に多数の手紙を相手に送った。時には日に二度送る事もあり、相手の返事が滞ると催促の手紙を書き、返事を書かない理由を聞いた。2度婚約したフェリーツェ・バウアーへは、1912年から1917年までの間に500通を超える手紙を送っている。フェリーツェはカフカと別れて別の男性と結婚してからも、これらの手紙を保存し、ナチスを逃れてアメリカへ渡った際にも処分しなかった。ミレナ・イェンスカは強制収容所で命を落としたが、1939年ナチスのプラハ侵攻直前にヴィリー・ハースにカフカの手紙を託し、後世に残された。これらの手紙はカフカの死後『フェリーツェへの手紙』（1967年）、『ミレナへの手紙』（1952年、増補版1983年）として公刊されており、前者は原著で700ページ、後者は400ページを超える大部の書籍である。カフカ自身は恋人との関係が終わると、受け取った手紙を処分しており、その為、恋人からの手紙はほとんど残されていない。

### 民族性について
カフカが生涯を送ったプラハはチェコ人、ドイツ人、ユダヤ人の三民族が混在しており、その内の大多数はチェコ語を話すチェコ人であった。少数派のユダヤ人は、その多くがドイツ語を話したが、1900年時点の統計ではプラハの全人口45万人の内、ドイツ人、及びユダヤ人のドイツ語人口は3万4000人に過ぎなかった。そしてドイツ文化に同化していたユダヤ人はドイツ人と共にドイツ文化圏の一員と見なされており、チェコ人の側から見れば両者はほとんど区別されなかった。この様な中でカフカは自分をドイツの文化にもユダヤの文化にも馴染めない「半ドイツ人」と見なし、他所者の様に感じていた。
カフカの学生時代からの友人であるフーゴ・ベルクマン、マックス・ブロートは早くからシオニズムに傾き、彼等との関係からカフカもプラハのシオニスト達との付き合いがあったが、しかしその活動自体には、あまり関心を持たなかった。1909年からプラハでシオニズムの講演を行なっていたマルティン・ブーバーと知り合い、その後もしばしば会っているが、カフカはブーバーの著作はあまり評価していない。カフカが民族性の意識に目覚めるのは、1911年秋に当時プラハで公演していたイディッシュ語劇団と出会ってからである。カフカはこの時、初めて生きたユダヤ性に出会ったと感じ、劇団の主催者イツァーク・レーヴィとの付き合いに熱中し、彼らの活動を擁護する為に友人達に働きかけ、翌1912年2月18日には学生組織の主催で「ジャルゴンについて」と題する講演を行なった。彼等との付き合いに触発され、この時期よりカフカはハインリヒ・グレーツ『ユダヤ人の歴史』や、マイヤー・ピネ『ユダヤ系ドイツ文学の歴史』といった書物を求めて熱心に読む様になり、シオニズムの週刊誌『自衛』を購読し始めた（1917年から定期購読）。
1917年に喀血してからはヘブライ語の学習に身を入れる様になり、1922年にはフーゴ・ベルクマンの斡旋でプーア・ベン＝トゥイムというイスラエル出身の女学生がカフカにイスラエル語（現代ヘブライ語）の家庭教師をしている。ベルクマンの誘いもあり、1923年にはパレスチナへの移住も計画していたが、病身の為、実現しなかった。

## 文学活動

### 素地
カフカは熱心な読書家であり、小説を執筆するにあたって、敬愛する多くの作家を手本としていた。その読書遍歴は幼年期の童話に始まり、それから児童文学の古典やアーサー・コナン・ドイル、ジュール・ベルヌといった冒険小説に続き、その範囲は絶えず広がっていった。17歳の時、既にニーチェを読んでいたが、その反面、40歳を過ぎてからも童話やボーイスカウトの雑誌等も好んで読んでいた。同時代の文学もしっかり追いかけていたが、当時の表現主義文学の攻撃的な表現は好まなかった。カフカが好んだのはチェーホフやトーマス・マンの短編小説、ロベルト・ヴァルザーの散文小品に見られる様な簡潔で控えめな表現であり、しかしその一方でディッケンズの長編作品等も楽しんで読んだ。カフカは特にフローベールやドストエフスキー、クライストやグリルパルツァーといった作家が自分の文学的血族であると考えており、彼らの作品だけでなく、日記や書簡といったプライベートな書き物まで耽読し、彼らの生涯と自分のそれとを重ね合わせていた。
カフカは表面的には一介の保険局員として生涯を送ったが、早くからカフカの才能に注目していたマックス・ブロートに引き入れられてプラハの文壇での付き合いもあった。カフカと面識のあった作家にはフランツ・ヴェルフェル、ヤロスラフ・ハシェク 等がいる。
カフカが生涯を送ったプラハではドイツ語話者は少数派であり、彼らは多数派であるチェコ人達の間に混じって生活していた。その為プラハではドイツ語（プラハ・ドイツ語）は日常言語としては、あまり発展を遂げず、反って標準ドイツ語の純粋さが保たれていた。カフカが日常使っていたドイツ語にはドイツ語圏南部の特徴やプラハ特有の言い回しも多少見られるが、文学作品で使われているのは明瞭で正確な古典的ドイツ語である。

### 作風・執筆歴
現存するカフカの草稿の中で最も古いものは「ある戦いの記録」と題されているもので、大学時代の1904年に着手され、1910年まで断続的に書き続けられたが最終的に放棄された。カフカは生前この作品から一部を抜き出し「祈る人との対話」「酔っ払いとの対話」として文芸誌『ヒュペーリオン』に掲載（1909年）、また、最初の作品集『観察』（1912年）にも、この作品から抜き出した短編「樹々」「衣服」「山へハイキング」「街道の子供たち」を収めている。「ある戦いの記録」の内容自体は、パーティから抜け出した語り手と、そこで知り合った人物とのやり取りから始まり、語り手の妄想とも現実ともつかない状況や会話が取り留めなく連ねられるというもので、文体等にホーフマンスタールの影響が認められる。これと並んで古い草稿は1907年から1908年頃に成立した「田舎の婚礼準備」と題されているもので、いずれも中断しているA稿、B稿、C稿の三つの草稿から成る。この作品では田舎に住む婚約者に会いに行こうとする青年エドゥアルト・ラバンを視点人物として、プラハの都会をフローベールを範にしたといわれる微細な筆致によって描写している。
最初に公表されたカフカの作品『観察』は、当初8編の作品を集めたものとして1908年に『ヒュペーリオン』誌に掲載され、後9編を加えて1912年に刊行された。収められている作品はいずれも散文詩風の小品である。当時の記者からは印象主義的スケッチという、ペーター・アルテンベルクやロベルト・ヴァルザー、ジュール・ラフォルグらが作り出した流行のジャンルに連なるものと考えられていたらしく、特に表現面ではヴァルザーに通じる所があった。『ヒューペリオン』の編集者フランツ・ブライは知人に宛てた手紙で「カフカとヴァルザーは同一人物ではない」と念押ししているほどである。カフカの研究者の間では、この『観察』や「ある戦いの記録」等を若書きの作品として斥ける傾向があったが、現在ではこれら青年時代の作品の特性を明らかにしようという本格的な取組みが行われている。
カフカは1912年9月22日から23日にかけて、フェリーツェ・バウアーとの出会いに触発されて「判決」を一晩で書き上げ、この作品で「すべてを語ることができた」と後に述べるほど強い満足を覚えた。この作品では罪、判決、訴訟といった、後期の作品に現れる法的なモチーフや、日常的な情景が後半で一転して非現実的な展開を見せる、「夢の論理」や「夢の形式」とも言われるカフカ特有の作風が初めて顕著に現れている。カフカはこの直後、前年に着手していた長編『失踪者』を初めから書き直し始め、更に10月から11月にかけてカフカの作品の中で最もよく知られている『変身』を書き上げている。「判決」は商人の主人公が父親によって、その罪をなじられ溺死の判決を受ける物語、『変身』は、ある朝、目覚めると虫になっていた主人公が、家族の厄介者になり衰弱していく物語、『失踪者』の第一章として書かれた「火夫」は、不祥事によって両親の手でアメリカに行かされる少年の物語であり、カフカはこの3編をまとめて『息子たち』のタイトルで刊行する事を考えていたが、出版社の判断により、これは実現しなかった。
カフカの長編小説3編『失踪者』『審判』『城』は、いずれも未完に終わっており生前には発表されていない。この内、最も早い時期に書かれた『失踪者』は「判決」の前後の1911年から1914年頃にかけ書かれた。前述のドイツ人の少年カール・ロスマンが様々な出来事を経験しながら異国の地アメリカを放浪する物語であり、モンタージュ的な語りやカメラアイ風の視点等、映画的な特徴が指摘されている。『審判』では、理由の分からないまま起訴された主人公ヨーゼフ・Kが裁判の為に奔走し、最後には犬の様に処刑される。この作品はカフカがフェリーツェ・バウアーとの婚約を解消した直後、1914年から1915年にかけて執筆された。最も成立時期の遅い『城』は1922年、カフカが結核の為、療養していた時期に執筆されている。この作品の主人公はKという匿名的な記号で表される測量士であり、彼はとある田舎の城に招かれて村にやってくるが、しかし城の役人に振り回されるばかりで、いつまで経っても城に近づく事が出来ない。これらの長編作品では、いずれも罪と罰、息子の反抗と父の勝利、法に対する違反と追放、死の孤独といった共通するモチーフを持っており、死後カフカの作品を刊行したマックス・ブロートは、その内容からこれを「孤独の三部作」と呼んだが、カフカ自身も、それに近い事を日記や手紙に記していた。
以上の様な作品の主人公達には、しばしばカフカ自身を思わせる名前が付けられており、生前のカフカ自身も自作に対して、その様な分析を行なっていた。例えば「田舎の婚礼準備」の主人公ラバン(Raban)はドイツ語の「カラス(Rabe)」を思わせ、チェコ語でコガラスを意味するカフカ(Kafka)に通じ、また、両者は母音、子音の並びの規則が同じである。この母音と子音の並びは『変身』の主人公グレゴール・ザムザ(Samsa)や「判決」主人公ゲオルク・ベンデマン(Bende-mann)にも共通する。『審判』のヨーゼフ・K、『城』のKは共にカフカ自身の名と共通する頭文字である。
生前に発表されたカフカの作品は、ほとんどが短編作品であり、名前も分からない町が舞台であったり、（しばしば奇妙な）動物が登場する寓話風のものが多い。生前に発表された短編は、その大半が1915年から喀血の前後の1917年にかけ「錬金術通り」の部屋やシェーンボルン地区の一人部屋で、執筆されたものである。カフカは長編を大判の四つ折ノートで執筆する一方で、短編には、より小さい八つ折ノートを宛て、短編の他にも多くの書きさし、断片、アフォリズム等を記していた。八折り判ノートはAからHの8冊あり、書かれたのは1916年の冬から1918年の2月頃だった。

### 出版歴
カフカはその死の年までに7冊の本を出している。いずれも作品集ないし短編・中編であり、ほとんどがライプツィヒの出版者クルト・ヴォルフによって出版されたものである。ヴォルフは1910年頃、エールンスト・ローヴォルトと共同出資してローヴォルト書店を立ち上げ、新進作家であったマックス・ブロートを通じてカフカを知った。カフカの最初の作品集『観察』はローヴォルト書店から出されているが、その後エールンスト・ローヴォルトが経営から手を引き、クルト・ヴォルフが単独で出版社を引き継いでクルト・ヴォルフ社に名を改めた（ローヴォルトはその後、再び「ローヴォルト書店」を立ち上げており、これが現在ドイツで有数の出版社となっている）。その後『火夫』から『田舎医者』までの5冊が、このクルト・ヴォルフ社から、「最後の審判」叢書の一部として刊行された。部数はいずれも800部-1000部程度だった。『火夫』は、フォンターネ賞の影響もあってか比較的売れ行きがよく、1913年の初版の後、16年に第2刷、19年に第3刷が発刊された。『変身』は15年の末に出版された後、翌年夏にはほとんど売り切れ、17年に増刷される事となり、また、1916年に刊行された『判決』も19年に第2刷が刊行された。しかし、続く『流刑地にて』と『田舎医者』は、かなりの部数が売れ残った。1920年の『田舎医者』出版の際、カフカとクルト・ヴォルフとの間に考えの行き違いがあり、次の『断食芸人』はベルリンのディ・シュミーデ社に移って刊行された。『断食芸人』の初版は3千部で、やはり大部分が売れ残った。
死の年までに出版された著作は以下のものである。作品集の収録内容は#作品リストを参照。
1. 観察 （Betrachtung, 1912年）  - 小品18編を収めた作品集。ローヴォルト書店より刊行。99ページ。
2. 火夫 （Der Heizer, 1913年） - 短編。クルト・ヴォルフ社より刊行。47ページ。
3. 変身 （Die Verwandlung, 1915年） - 中編。クルト・ヴォルフ社より刊行。72ページ。
4. 判決 （Das Urteil, 1916年） - 短編。クルト・ヴォルフ社より刊行。28ページ。
5. 流刑地にて （In der Strafkolonie, 1919年） - 短編。クルト・ヴォルフ社より刊行。68ページ。
6. 田舎医者 （Ein Landarzt, 1920年） - 短編14編を収めた作品集。クルト・ヴォルフ社より刊行。189ページ。
7. 断食芸人 （Ein Hungerkünstler, 1924年） - 短編4編を収めた作品集。ディ・シュミーデ社より刊行。85ページ。

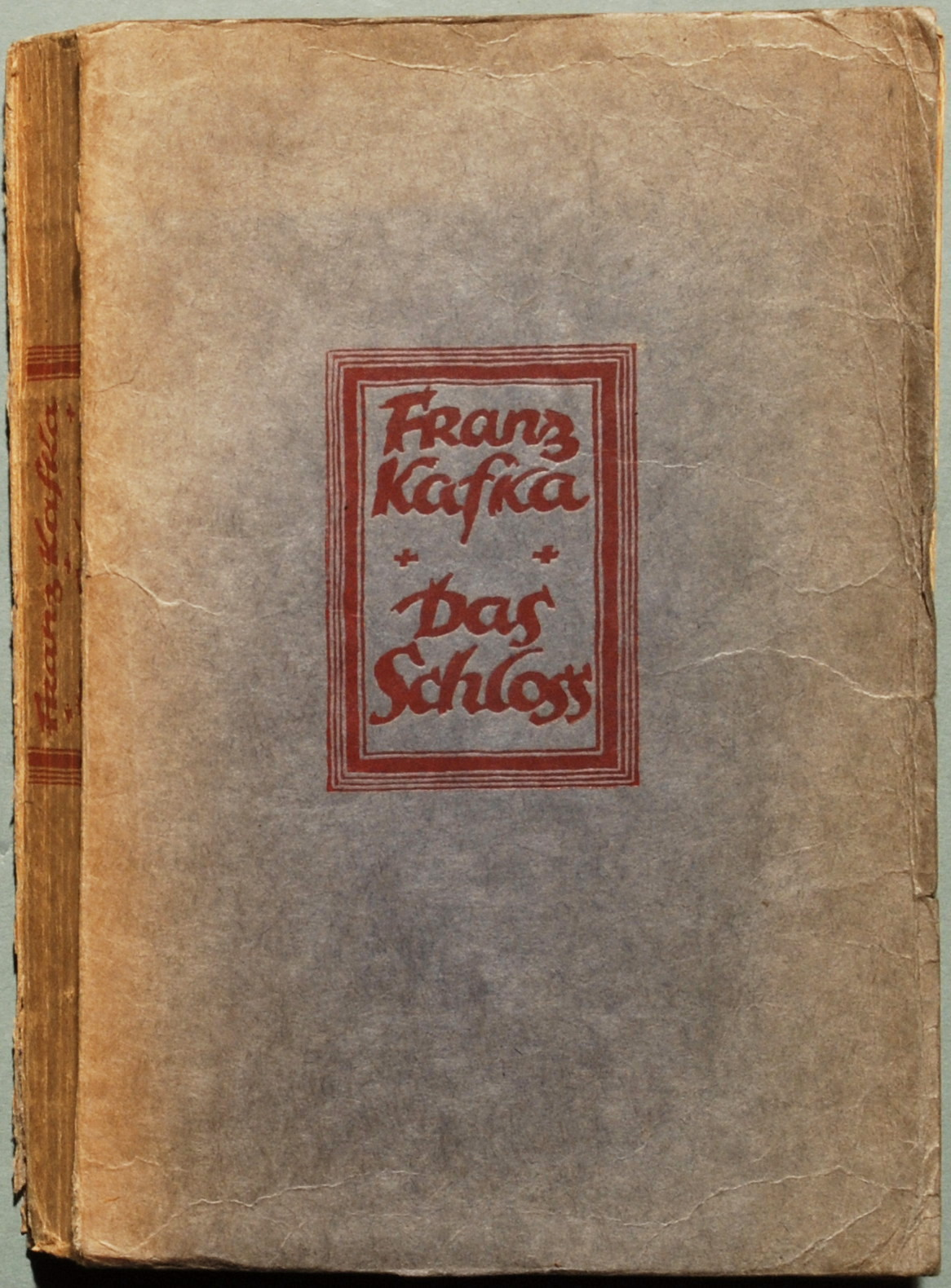
『城』初版

カフカはその死に際し、マックス・ブロートに草稿やノート類を全て焼き捨てる様にとの遺言を残したが、ブロートは自分の信念に従って、これらを順次、世に出していった。まず、死の翌年に『審判』（1925年）、続いて『城』（1926年）、『アメリカ』（1927年）と、未完の長編を編集し、ベルリンのショッケン社から刊行した。これらの作品は残された草稿ではタイトルが付けられておらず、いずれもブロートによってタイトルが補われている（但し『アメリカ』のみは、『失踪者』のタイトルを予定していた事がカフカの日記に記されており、後年の手稿版全集では、このタイトルに改めた）。1931年には未完の短編をまとめた『万里の長城』が出版され、1935年よりショッケン社で全集を刊行、全6巻を予定していたが4巻で中断し、残りの2巻は1936年から1937年にかけ、プラハの小出版社で刊行された。その後ブロートは全集を2度改訂しており、1946年にアメリカに亡命していたショッケン社から改めて全5巻の全集が刊行（第2版）、1950年から1974年にかけ、恋人に宛てた手紙等を大幅に増補した全11巻の全集（第3版）が刊行された。
カフカの遺稿は長編も含めて断片的なものも多く、これらはブロートが自身の解釈に従って編集・再構成を行なっている。ブロートは当時カフカの遺稿のほとんどを独占し、原本の公開の求めにも応じなかった為、研究者から批判の声が上がっていたが、1962年に草稿の大部分がオックスフォード大学のボドリアン図書館に移転所蔵し、同大学のドイツ文学研究者マーコム・パスリーが中心となって手稿研究が行われ、ブロード没後の1982年より手稿版全集（「批判版」とも）が刊行された。1997年から刊行された歴史校訂版全集（「史的批判版」とも）は紙本とCD-ROMから成り、紙本では見開きの一方にカフカ直筆の手稿の写真、もう片方にカフカ自身の訂正や抹消も含めた全ての記述を忠実に活字化したものが掲載されている。

## 作品リスト
タイトルの後ろの年は執筆年/初出年。「未発表」となっているものは全集版で初めて公刊されたもの。「」で括られているものはマックス・ブロートによって付けられたタイトル（但し例外は脚注で示す）。末尾のアルファベットは各作品集への収録を示す。
- b - 『観察(Betrachtung)』、1912年。
- l - 『田舎医者(Ein Landarzt)』、1920年。
- h - 『断食芸人(Hungerkünstler)』、1924年。

- m - 『万里の長城(Beim Bau der Chinesischen Mauer)』、1931年。
- k - 『ある戦いの記録(Beschreibung eines Kampfes)』、1936年。

### 中・長編小説
- 『失踪者』（『アメリカ』）（1912年/1927年）
- 『変身』（1912年/1915年）
- 『審判』（1914年-1915年/1925年）
- 『城』（1922年/1926年）

### 短編小説
- 祈る人との対話（1904年/1909年）
  - 『ある戦いの記録』から抜き出したもの
- 酔っぱらいとの対話（1907年/1909年）
  - 『ある戦いの記録』から抜き出したもの
- 街道の子供たち（1910年/1912年）b
- ペテン師の正体（1910年/1912年）b
- 突然の散歩（1912年/1912年）b
- 腹をくくること（1912年/1912年）b
- 山へハイキング（1910年/1912年）b
- ひとり者の不幸（1911年/1912年）b
- 商人（1907年/1908年）b
- ぼんやり外を眺める（1907年/1908年）b
- もどり道（1907年/1908年）b
- 走りすぎていく者たち（1907年/1908年）b
- 乗客（1907年/1908年）b
- 衣服（1907年/1908年）b
- 拒絶（1906年/1908年）b
- 持ち馬騎手のための考察（1907年-1910年頃/1910年）b
- 通りの窓（1910年-1912年/1912年）b
- インディアン願望（不詳/1912年）b
- 樹木（1907年/1908年）b
- 不幸であること（1909年/1912年）b
- リヒャルトとザームエル（1911年-1912年/1912年）
- 大騒音（1911年-1912年/1912年）

- 判決（1912年/1913年）
- 火夫（1912年/1913年）
  - 『失踪者』第1章にあたる。
- 流刑地にて（1914年/1919年）
- 掟の門前（1914年/1915年）l
  - 『審判』内の一挿話を独立させたもの。
- バケツの騎士（1916年-1917年/1921年）
- 新しい弁護士（1917年/1917年）l
- 田舎医者（1917年/1918年）l
- 天井桟敷にて（1917年/1919年）l
- 一枚の古文書（1917年/1917年）l
- ジャッカルとアラビア人（1917年/1917年）l
- 鉱山の来客（1917年/1919年）l
- 隣り村（1917年/1919年）l
- 皇帝の使者（1917年/1919年）l
- 家父の気がかり（1917年/1919年）
- 十一人の息子（1917年/1919年）l
- 兄弟殺し（1917年/1917年）
- 夢（1914年-16年/1917年）
  - 『審判』の一部として書かれたもの
- ある学会報告（1917年/1917年）
- 最初の悩み（1920年/1921年）h
- 小さな女（1923年/1924年）h
- 断食芸人（1921年-1922年/1922年）h
- 歌姫ヨゼフィーネ、あるいは二十日鼠族（1924年/1924年）h

### 草稿・断片
- ある戦いの記録（1904年-1910年頃/1936年）k
- 田舎の婚礼準備（1907年-1908年頃/未発表）
- 村の教師（1914年-1915年/未発表）
- 「下級検事」[111]（1914年/未発表）
- 「エルバーフェルトの馬」[111]（1915年/未発表）
- 「中年のひとり者ブルームフェルト」（1915年/1936年†）k
- 「墓守り」（1916年/1936年）k
- 「橋」（1917年頃/1931年）m
- 「狩人グラフス」（1917年/未発表）
- 万里の長城（1917年頃/1931年）m
- 「中庭の門をたたく」（1917年/1931年）m
- 「こうのとり」[111]（1917年/未発表）
- 「だだっ子」（1917年/未発表）
- 「隣人」（1917年/1931年）
- 雑種（1917年/1931年）
- 「よくある出来事」（1920年/1931年）m
- 人魚の沈黙（1917年/1931年）m
- 「プロメテウス」[111]（1918年/1931年）m
- 「夜」（1920年/1936年）k

- 「却下」（1920年/1936年）k
- 掟の問題（1920年/1931年）m
- 「徴兵」（1920年/1937年）
- 「ポセイドン」（1920年/1936年）k
- 「仲間同士」（1920年/1936年）k
- 「町の紋章」（1920年/1931年）m
- 「舵手」（1920年/1936年）k
- 「試験」（1920年/1936年）k
- 「禿鷹」（1920年/1936年）k
- 「小さな寓話」（1920年/1931年）m
- 「こま」（1920年/1936年）k
- 「出発」（1922年/1936年）k
- 「弁護人」（1922年/1936年）k
- 「ある犬の研究」（1922年/1931年）m
- 一つの註解（「あきらめろ」）（1922年/1936年）k
- 「寓意について」（1922年/1931年）m
- 「夫婦」（1922年/1931年）m
- 「棺」[111]（1923年-1924年/未発表）
- 「帰郷」（1923年-1924年頃/1936年）k
- 「巣穴」（1923年/1931年）m

## 評価と影響

### 生前の評価
カフカの生前の名声はささやかなものではあったが、（主に同業者等の）少数の読者に注目されており、決して無名の作家だった訳ではない。カフカについての公刊された最も早い評は友人マックス・ブロートによるもので、1907年2月にベルリンの雑誌『現代』にて、著作家・編集者フランツ・ブライと同じ傾向を持つ作家としてハインリヒ・マン、フランク・ヴェーデキント、グスタフ・マイリンクと共にカフカの名を挙げた。この時カフカは知人の前で作品を朗読していたのみで、まだ出版物には1作も発表していなかった。
1912年に最初の著作『観察』が出版された時には、ロベルト・ムジールがベルリンの雑誌『ノイエ・ルントシャウ』(新展望)に好意的な書評を載せた。この雑誌の編集に携わっていたムジールはカフカに原稿の依頼を行なったが、カフカは丁度よい長さの作品が用意出来ず断っている。『観察』は6誌以上の文芸誌で好意的な評を受けており、これらは本の売り上げには貢献しなかったものの、批評界から注目されるきっかけを作った。1913年に『火夫』が出版された際には直ちに反応があり、シオニズム系の雑誌『自衛』や『プラハ日報』、ウィーンの『新自由新聞』に書評が掲載された。1915年には『変身』が出版されたが、この年にフォンターネ賞を受賞したカール・シュテルンハイムは、『観察』『火夫』『変身』等の作品を認めて、この賞金をカフカに譲り、彼と個人的な面識を持っていなかったカフカを酷く驚かせた。
1916年11月、カフカはミュンヘンの書店で、未刊行だった「流刑地にて」の朗読会を行なった。朗読会自体は不成功に終わったが、この時ライナー・マリア・リルケが朗読を聞きに訪れており、後にカフカに賛辞を送っている。リルケはカフカに対して持続的な関心を抱いており、1922年にクルト・ヴォルフに宛てた手紙の中では、カフカの書いたもの全てを自分の為に書き留めておいくれる様、頼んでいる。リルケの『オルフォイスへのソネット』の中の一篇「裁くものたちよ、誇りを持て」は、「流刑地にて」からの影響の元に書かれたとも言われている。
1920年にはクルト・トゥホルスキーが「ペーター・パンター」の筆名を使い、前年に刊行された『流刑地にて』の書評を『フォルクス・ビューネ』誌に載せて、「ささやかだが一つの傑作」と評した。この書評は後に『プラハ日報』に転載されている。1921年には当時人気のあった朗読家ルートヴィヒ・ハルトが、ゲーテやヨハン・ヘーベル等の古典作家と共にカフカをプログラムに取り入れ、ベルリン公演の際にはトゥホルスキーが評を書いた。この年11月にはブロートによるカフカ論も発表されている。この頃には幾つもの文芸誌からカフカに執筆依頼が来る様になっており、ブロックハウス (出版社)のドイツ文学辞典（当時）にもカフカの名が採録されていた。
カフカの死に対して世間のほとんどの人間は無関心だったが、プラハ小劇場で行われた葬儀には500人の参列者が集まった。

### 死後の名声
カフカの死後、友人マックス・ブロートが遺稿を整理し、『審判』（1925年）、『城』（1926年）、『アメリカ』（1927年）と未完の長編を続けて刊行していった。1926年には、カフカを認めていたドイツの批評家・編集者のヴィリー・ハースが雑誌『文学世界』でカフカの特集を組んでいる。1931年には未完の短編を集めて『万里の長城』が刊行され、1935年からはナチス政権下で困難に遭いながらカフカ全集の刊行が行われた。後述するようにブロートやハースはカフカをユダヤ教に引き付ける作品解釈を行い、1930年代までにいくつかのカフカ論を発表しているが、カフカの名声が高まっていくのはまずドイツ語圏の外においてであった。
フランスでは1928年に、代表的な文芸誌『新フランス評論』にてA・ヴィアラットによる『変身』の仏訳が3号にわたって掲載され、続いて1930年にはピエール・クロソウスキーによる「判決」の仏訳が、1933年にはヴィアラットの訳による『審判』が出ている。これらの作品はまずシュルレアリストたちによって注目され、シュルレアリスムの指導者であるアンドレ・ブルトンをはじめ、マヤ・ゴート、マルセル・ルコントらがカフカに言及した。彼らのカフカへの理解はブロートやハースらによる宗教的解釈に沿ったものであったが、特にその夢と現実が入り混じったような表現に注目し、カフカをシュルレアリスムの先駆者と見なした。
第二次大戦中、フランスでは実存主義の文学が盛んになり、カフカはサルトル、カミュら実存主義の文学者たちから注目された。サルトルはカフカへのまとまった文章は残していないものの、カフカを実存主義文学の先駆者として評価し、書評やエッセイなどで頻繁にカフカに言及している。またサルトルはハイデッガーの思想における「現存在」「実存」「真正」といった範疇もカフカの作品を通じて立証しようとした。カミュは「フランツ・カフカの作品における希望と不条理」（『シーシュポスの神話』付録、1943年）において、カフカの作品を実存主義の文脈における「不条理な作品」と見なし、『審判』などの作品を評価した。これらの実存主義文学における評価によって、カフカの国際的な名声は決定的なものとなった。
イギリスでは1930年代、ウィラー・ミュア、エドウィン・ミュア夫妻によって『城』（1930年）、『万里の長城』（1933年）、『審判』（1937年）が英訳された。ミュア夫妻は『城』の前書きにおいて、ブロートによる宗教的な解釈に沿いつつ、カフカの作品を神学的なアレゴリー小説として規定し、バニヤンの『天路歴程』との比較をおこなっている。エリザベス・ボーエンやハーバート・リードらがこれらの訳書に対して行った書評も、ミュアのこの定式にほぼ即したものであった。1938年にはこの批評的な流れに沿ってイギリスの代表的な文芸誌『クライテリオン』『スクルーティニィ』でカフカの特集が組まれた。一方マルクス主義の影響を受けたW.H.オーデン、クリストファー・イシャーウッド、C.D.ルイスらのグループはミュアの解釈に反発し、カフカの作品中に認められるニヒリズムや絶望への傾向を批判しつつ、そのアレゴリー性や現代性を評価した。オーデンはアメリカへ移住後、1941年に『さまよえるユダヤ人』と題するカフカ論を書いており、この中ではダンテ、シェイクスピア、ゲーテがそれぞれの時代において果たした象徴的役割を、現代においてカフカが持つと主張した。
スペイン語圏ではアルゼンチンのホルヘ・ルイス・ボルヘスが早くからカフカに注目しており、1938年に『変身』ほか数編の作品の翻訳を行っている。後述するようにボルヘスの翻訳はラテンアメリカ文学のブームに大きな意味を持った。このほかポーランドでは「ポーランドのカフカ」とも言われるブルーノ・シュルツが1936年に『審判』の翻訳を行っている。

### 後世への影響
1930年代から40年代にかけてカフカの国際的名声が高まると、各国の作家のなかにカフカの影響が現れるようになった。フランス、イギリスよりややカフカの受容が遅れたアメリカ合衆国では、主に1940年代以降、バーナード・マラマッドやJ・D・サリンジャー、ノーマン・メイラー、フィリップ・ロスらソール・ベローといったユダヤ系の作家にカフカの影響が現れている。J.D.サリンジャーは1951年のインタビューで最も好きな作家としてカフカの名を挙げており、1959年の『シーモア―序章』にはモットーとして、キルケゴールとともにカフカの日記が引用されている。フィリップ・ロスはより後の世代であるが、『ポートノイの不満』（1969年）はカフカの「父への手紙」のアメリカ版とも言われており、カフカはロス自身のユダヤ的自省の中心点となった。
フランスでは実存主義文学のあとヌーヴォー・ロマンが登場するが、その代表的作家であるアラン・ロブ＝グリエはカフカの文体と世界観を見習うべき模範とした。ロブ＝グリエはカフカを、世界の意味連関から切り離された事物のありようを書き留めるリアリズム作家だと解釈しており、このようなカフカへの解釈の影響はロブ＝グリエ自身の小説にも如実に現れている。また同じくヌーヴォー・ロマンの代表的作家であるナタリー・サロートは「ドストエフスキーからカフカへ」（『不信の時代』所収）の中で、19世紀から20世紀にかけてのヨーロッパ文学の到達点の一つとしてカフカを捉えている。
1960年代以降、ラテンアメリカ文学が世界的なブームとなる中、マジック・リアリズムの旗手としてブームの中心にあったガブリエル・ガルシア＝マルケスは、自身の作風を形作るきっかけをカフカから得ている。マルケスのマジック・リアリズムは彼の祖母に聞かされた民間伝承や戦争体験がその基盤となっているが、それを小説によって表現しようと思い立ったのは17歳の時、ボルヘス訳の『変身』を読んだことによってであった。マルケスが初めて小説を書いたのは『変身』を読んだ翌朝であり、特に初期の短編はカフカの『変身』がその基盤となっている。
このほかにも広い地域に渡り、カフカの影響を受けた多くの作家が現れている。主な作家としてはドイツのマルティン・ヴァルザーやペーター・ヴァイス、イギリスのアラスター・グレイ、チェコのミラン・クンデラや ボフミル・フラバル、アメリカのジョゼフ・ヘラー、日本の安部公房、小島信夫、倉橋由美子、アルバニアのイスマイル・カダレ、南アフリカのJ.M.クッツェー、メキシコのカルロス・フエンテス、イタリアのトンマーゾ・ランドルフィ、ポルトガルのジョゼ・サラマーゴ、イスラエルのアハロン・アッペルフェルドなどがおり、またSF作家のアンナ・カヴァンやフィリップ・K・ディックなどにもカフカの影響が及んでいる。これらの流れはより新しい世代の作家であるオースターやゼーバルト、村上春樹、トゥーサン、残雪などを経て、今も絶えることなく続いている。
文学以外の分野では、映画監督のデイヴィッド・リンチやラース・フォン・トリアー、漫画家のアート・スピーゲルマンらがカフカへの愛着やその影響を語っており、日本でも漫画家の西岡智（西岡兄妹）にカフカからの影響が指摘されている。現代美術ではズビネック・セカール、レベッカ・ホルン、玉野大介にカフカを題材にした一連の作品があり、また「オブジェ焼き」で知られる陶芸家八木一夫の作品にも『変身』をモチーフにした「ザムザ氏の散歩」（1954年）がある。このほか「判決」の一節から題を取ったエサ＝ペッカ・サロネンの楽曲『…一瞥して何も気付かず…』や、フランク・ザッパやイアン・カーティスが「流刑地にて」からインスピレーションを受けてそれぞれ曲を作っている例、ロックバンドの歌詞やバンド名にカフカの名やその作品からの引用が行われる例など、音楽の分野にも影響を与えている。
現代では、カフカの作品を思わせるような不条理で非現実的な事柄に対して用いるカフカエスク（Kafkaesque、日本語では「カフカ風」「カフカ的」）という言葉が定着しており、文学の世界に限らず広く用いられている。

## 解釈と研究

### カフカへの解釈
カフカの作品は前述したシュルレアリスムや実存主義のほかにも、宗教学や精神分析学、社会主義やマルキシズム、ポストモダニズムなど様々な立場から極めて多面的な解釈が行われている。それぞれの立場からの代表的な解釈・作家論を以下に挙げる。
宗教的・神学的解釈：カフカに対して初期に宗教的解釈を行っているのはマックス・ブロート、ヴィリー・ハースらである。ブロートはカフカの生前に発表したカフカ論「カフカについて」（1921年）ですでに作品のユダヤ的特性を強調しているが、のちにはカフカをユダヤ教と強く結びつけ、『審判』と『城』にはカバラにおける神性の2つの現象形式である審判と恩寵がそれぞれ描かれていると見なした（『城』あとがき）。ブロートはこのような自身の解釈に従ってカフカの遺稿を整理し編集しており、このことが後の研究で批判・再検討の対象となった。ブロートとともにカフカ全集の編集にも携わったヴィリー・ハースは『カフカ論』（1930年）において、ブロートの解釈を踏まえつつ、カフカが先史的な世界を現代に見出す能力や、機械のように精密な夢の世界を作り出す能力を持つ点を指摘した。
精神分析的解釈：精神分析的解釈の代表的なものはヘルムート・カイザーの『フランツ・カフカの地獄』（1931年）であり、カイザーはここで『変身』や「流刑地にて」などの作品を、父に対する息子のエディプス・コンプレックスが表れた作品として論じている。新フロイト派のエーリヒ・フロムは『夢の精神分析』（1951年）で『審判』を取り上げ、この作品を心理的事実が表れた一つの夢として読むべきだとした。また精神分析の発想を応用しているものとしてジョルジュ・バタイユのカフカ論（『文学と悪』所収、1957年）があり、ここではジークムント・フロイトの快感原則の理論などを踏まえつつ、父親の権威が支配する世界に対して小児的な幸福を追求した者としてカフカを論じている。
社会的・歴史的解釈：ヴァルター・ベンヤミンらは上記のような宗教的解釈や精神分析的解釈を拒み、社会学的・歴史的解釈を行っている。ベンヤミンはそのカフカ論（1937年）において、『審判』や『城』で描かれている権力の領域が、太古における「父祖たちの世界」に通じるものとして論じつつ、カフカの中心には共同体における労働と生活に関する問題があると論じた。またベンヤミンと親しいテオドール・アドルノは『カフカ覚え書』（1953年）において後期資本主義に対する批判としてカフカを捉え、その作品が社会からの強制による個性の喪失や道徳的腐敗といった、ブルジョワ社会に潜む否定的真実を抜き出しているものとして論じている。一方マルキシズムの理論家であるゲオルク・ルカーチは『誤解されたリアリズムに抗して』（1958年）などにおいて、カフカの作品がその悲観的な世界観によってプロレタリア階級への加担の道を閉ざし、資本主義社会における人間の疎外状況を固定化しているとして批判した。ヴィルヘルム・エムリヒの『カフカ論』（1958年）も、ベンヤミンやアドルノを踏まえつつ、カフカの作品を現代の労働世界の疎外状況を比喩的に描いたものとして論じたが、アドルノやルカーチとは違い、その作品が認識の獲得による自由を目指したポジティブな性質を持つものと見なした。
作品内在的解釈：このような多くの立場からのカフカ解釈に対し、モーリス・ブランショは『カフカ論』などにおいてよりカフカの作品に密着した批評を行い、カフカの批評史に一線を画した。ブランショはカフカがその生涯に渡って、つねに自分を作家として意識していたことを強調し、カフカをめぐって「書くこと」の意味を追究した。「書くこと」をカフカの根本的なモチーフを取り上げたブランショに対して、マルト・ロベールはむしろ「書き方」に着目し、『カフカ』（1960年）、『古きものと新しきもの』（1963年）などにおいて、カフカが論文やエッセーではなくほかならぬ小説という形式において思考したことを強調した。またフリードリヒ・バイスナーは『物語作家フランツ・カフカ』（1952年）において、カフカの作品中の「単一の視線」、すなわち三人称形式においても語りの視線が主人公に密着し、常に主人公の視点と考えを通じてのみ叙述されていることを指摘し、ドイツのカフカ研究に強い影響を与えた。
伝記的解釈：上記のような作品・テクストに密着した解釈に対して、ハルムート・ビンダーはカフカの作品を伝記的要素、現代史的要素、文学史的要素を踏まえて解釈する必要があるとし、『新しく見たカフカ』（1976年）ではカフカの生活史をもとにして『城』に対する詳細な研究を行った。ビンダーはこのような観点から実証的、文献学的研究を精力的に行っており、後述するようにカフカの伝記的研究に大きく貢献している。このほか伝記的解釈の例としてはエリアス・カネッティの『もう一つの審判―カフカの「フェリーツェへの手紙」』（1969年）があり、カネッティは『審判』にカフカの生活上の困難が反映されていると考え、カフカがフェリーツェ・バウアーに宛てた膨大な手紙を検証しつつ『審判』を論じている。
ポストモダニズムによる解釈：1970年前後より隆盛したポストモダン哲学においてもカフカは頻繁に取り上げられており、その代表的なものとしてジル・ドゥルーズの『カフカ―マイナー文学のために』（1975年、フェリックス・ガタリとの共著）がある。ドゥルーズはラカンの精神分析学などを踏まえつつ、カフカの文学を「マイナー文学」と規定し、「根茎」「脱領域」といった、『アンチ・オイディプス』においてプログラム化した独自の概念のもとに論じている。このほかのポストモダニストの著作としてジャック・デリダ『カフカ論 「掟の門前」について』、フェリックス・ガタリ『カフカの夢分析』などがある。

### 伝記的・文化史的研究
カフカの伝記で最も早いものはマックス・ブロートによる『フランツ・カフカ』（1937年）である。親しい友人であったブロートが回想を交えつつカフカの一生を追ったものであるが、しかしシオニズム的・宗教的立場からカフカを偶像視する傾向が強くあった。その後クラウス・ヴァーゲンバッハがより客観的・実証的な伝記研究をおこない『若き日のカフカ』（1958年）とそれに補足した『カフカ』（1964年）を執筆した。前者は1912年までのカフカの生涯を追っており、特にブロートの伝記では手薄であった幼少期の解明に力を入れている。またヴァーゲンバッハの伝記では当時のプラハの状況を詳しく述べており、カフカとプラハとのつながりの深さを探求している。
その後、前述したハルムート・ビンダーによってさらに詳細な調査が行われ、カフカの生活史に関する細かなデータとともに当時の時代背景を詳述した『カフカとその時代』（『カフカ便覧』第1巻）が1979年に出版された。これに基づいて書かれたのがイギリスのロナルド・ハイマンによるカフカ伝（1980年）およびアメリカのエルンスト・パーヴェルによる『フランツ・カフカの生涯』（1984年）などである。その後の伝記としてはライナー・シュタッハによるカフカ伝（2002年）などがある。
近年ではカフカ自身の生活史とならび、カフカを取り巻く人物や当時の文化的状況の解明が進められており、現在も盛んに研究がなされている。前者の例としてはカフカの親族を広く調査しカフカの作品との関わりを論じたアンソニー・ノース『カフカ家の人々』（1988年）や、カフカの恋人たちを年齢に沿って記録したネイハム・N・グレイツァーの『カフカの恋人たち』（1986年）、後者の例としてはカフカが当時観ていたであろう映画を広告やプログラムなどから跡付けたハンス・ツィシェラー『カフカ、映画に行く』（1996年）などがあり、またカフカの作品を文化史的に位置づけつつ論じたものとしてマーク・アンダーソン『カフカの衣装』（1992年）のような研究がある。

### 日本における状況
日本では、カフカが死去してわずか9年後の1932年（昭和7年）に岡村弘が「Franz Kafka一『寂寥』の階級制」を執筆している。これは独逸文学研究第一号203-215頁にて、『観察』、『変身』、『判決』、『流刑地にて』、『田舎医者』、『アメリカ（失綜者）』、『審判』、『城』について論じたものである。
市販された最初の翻訳書は1940年（昭和15年）の本野亨一訳による『審判』（白水社）であるが、当時6, 7冊しか売れなかったという。
また中島敦は早くからカフカを受容しており、1936年(昭和11年)に執筆した短編「狼疾記」（1942（昭和17）年11月初出）ではカフカの「巣穴」へ言及している。
本格的な受容が始まるのは戦後になってからである。戦後は代表作『変身』を始めとして多数の翻訳が出ており、1953年（昭和28年）より、ブロート版全集を底本とした『カフカ全集』（各・新潮社）が、原田義人、高橋義孝、山下肇らの訳で刊行（3巻、4-6巻は1976年）。1981年（昭和56年）には、新たにブロート版全集第3版を底本とした全12巻「全集」が刊行された。これらに伴って研究者による作家論や、海外の研究書の翻訳なども多く刊行された。
2001年（平成13年）より、池内紀訳で、カフカの草稿に忠実な手稿版全集を底本とした『カフカ小説全集』白水社・全6巻が刊行された。訳者池内はこの前後からカフカに関する著書も多く刊行、2004年には評伝『カフカの生涯』（1997年から2002年まで新書館『大航海』で連載された）を出版している。このほか後藤明生『カフカの迷宮』（岩波書店、1987年）、室井光広『カフカ入門』（東海大学出版会、2007年）、保坂和志『カフカの「城」ノート』（『新潮』連載、未刊）など、作家によるカフカ論も多い。

## 年譜
1883年-7月3日、チェコ系ユダヤ人であるヘルマン・カフカと、裕福なドイツ系ユダヤ人、ユーリエ・カフカ(旧姓・レーヴィ)の子として、プラハに生まれる。
1889年-ドイツ系小学校に入学。
1893年-ドイツ系ギムナジウムに入学。
1901年-ギムナジウム卒業。秋、プラハのドイツ系大学、プラハ大学に入学。2週間化学を学び、その後法律を専攻。
1902年-ミュンヘン大学でドイツ文学を学ぶ予定だったが断念し、引き続き法律を学ぶ。
1903年-法制史国家試験に合格。
1904年-この頃、『ある戦いの記録』の草稿Aを執筆したと思われる。ヘツベル、グリルパルツァー、フローベール、ドストエフスキーを読む。ホーフマンスタールの『チャンドス卿の手紙』に感銘を受ける。
1906年-法学博士の学位を授与される。10月から1年間、裁判所で法律の実習。
1907年-一般保険会社に臨時雇として入社。『田舎の婚礼準備』を書く。
1908年-7月から労働者災害保険局に勤務。8編の小品を『観察』と名付けて発表する。
1909年-『ある戦いの記録』(草稿A)から2つのエピソード、『祈るひととの対話』『酔っぱらいとの対話』をヒューペリオン誌に発表。
1910年-日記を書き始める。
1911年-親友マックス・ブロートと共に4週間、パリ旅行をする。
1912年-8月、最初の恋人であるフェリーツェ・バウアーと出会う。創作意欲が大いに湧く。ゲーテへの崇拝より、6月下旬から7月にかけて、ブロートとともにヴァイマルのゲーテ博物館を訪ねる。9月、『判決』『火夫』を執筆。11月、『変身』執筆。12月、最初の単行本、短編集『観察』出版。
1913年-9月、ウィーンに出張。シオニスト会議にも出席する。
1914年-6月、フェリーツェと婚約。7月、婚約解消。『アメリカ(失踪者)』執筆を終える。8月、『審判』の執筆を開始。10月、『流刑地にて』執筆。
1915年-フェリーツェと再会。1月、『審判』執筆終了。10月、フォンターネ賞受賞。『変身』出版。
1916年-この頃から翌年にかけ、『田舎医者』などの短編を執筆。
1917年-7月、フェリーツェとの2度目の婚約。結核による喀血のため婚約解消。父との関係も悪化。
1918年-チューラウ、その後シェレーゼンで療養。
1919年-1月、ユーリエ・ヴォホリゼクと婚約。『父への手紙』執筆。
1920年-チェコ人の人妻、ミレナ・イェセンスカーに恋をする。ユーリエとの婚約を解消。
1922年-『城』『ある犬の回想』『断食芸人』などを執筆。
1923年-最後の恋人、ドーラ・デュマントを知る。9月からベルリンに住む。『建設』執筆。
1924年-『歌姫ヨゼフィーネ、あるいは二十日鼠族』執筆。4月からウィーン郊外、クロスターノイブルクのサナトリウムで療養。6月3日、咽頭結核のため死去。恋人デュマント(愛称・ディアマント)が看取った。

## 関連作品

### カフカをモチーフにした文学作品など
- 氷になった男（『建売住宅温泉峡』所収、かんべむさし、文藝春秋、1981年） - SF小説
- 過負荷都市（神林長平、徳間書店、1988年） - SF小説
- カフカ/夜の時間（高橋悠治、晶文社、1989年） - 詩集
- カフカの外套（新井満、文藝春秋、1991年） - 小説
- カフカ―コミック版（D.Z.マイロウィッツ、ロバート・クラム著、堀たほ子訳、心交社、1994年） - 漫画
- カフカの父親（トンマーゾ・ランドルフィ著、米川良夫ほか訳、国書刊行会、1996年） - 小説
- カフカは私を眠らせない（早川泰栄、ふらんす堂、1997年） - 詩集
- カフカズ・ディック（ケラリーノ・サンドロヴィッチ、白水社、2001年） - 戯曲
- 海辺のカフカ（村上春樹、新潮社、2002年） - 小説
- ドクターKの湯治旅行（『目眩まし』所収、W.G.ゼーバルト著、鈴木仁子訳、白水社、2005年） - 小説
- カフカの友と20の物語（アイザック・バシェヴィス・シンガー著、村川武彦訳、彩流社、2006年） - 小説集
- カフカよ、さらば（ベルナール・バンゴー、1990年、未訳） - 小説
- カフカ・クロニクルズ（マーク・アメリカ、1993年、未訳） - 小説
- カフカ・アメリカーナ（ジョナサン・レセム、カーター・ショルツ、1993年、未訳） - 小説
- エルサレムのカフカ（アヴィグドル・ダガン、1996年、未訳） - 小説

### カフカ作品の映像化、舞台化、作曲など
カフカの作品を映画化したものとしては以下のようなものがある。
- 1962年 - 『審判』、オーソン・ウェルズ
- 1968年 - 『城』、ルドルフ・ネルテ
- 1975年 - 『変身』、ヤン・ニェメツ （テレビ映画）
- 1977年 - 『ザムザ氏の変身』、キャロライン・リーフ （アニメーション）
- 1983年 - 『階級関係（アメリカ）』、ストローブ＝ユイレ
- 1987年 - 『変身』、ジム・ゴダード （テレビ映画）
- 1991年 - 『KAFKA/迷宮の悪夢』、スティーヴン・ソダーバーグ（『城』『審判』とカフカの生涯を組み合わせたもの）
- 1993年 - 『トライアル/審判』、デイヴィッド・ジョーンズ、脚本：ハロルド・ピンター
- 1993年 - The Metamorphosis of Franz Kafka、Carlos Atanes
- 1993年 - Franz Kafka's 'It's a Wonderful Life'、ピーター・キャパルディ
- 1997年 − 『カフカの「城」』、ミヒャエル・ハネケ
- 2001年 - K.af.ka fragment、クリスティアン・フロッシュ ※フェリーツェ宛の手紙の翻案。
- 2002年 - 『断食芸人』、トム・ギボンズ （アニメーション）
- 2002年 - 『変身』、ワレーリイ・フォーキン
- 2007年 - 『カフカ 田舎医者』、山村浩二

舞台作品としては、1947年にアンドレ・ジッド脚色、ジャン＝ルイ・バロー演出による『審判』がパリで上演されたのを始め、ペーター・ヴァイスによる『審判』の翻案、スティーヴン・バーコフによる『変身』『審判』の翻案など多数の例がある。日本では別役実による『変身』『審判』「門」「断食芸人」などの翻案や、松本修による『アメリカ（失踪者）』『城』『審判』の翻案など。またケラリーノ・サンドロヴィッチにより、カフカの伝記に創作を交えた戯曲『カフカズ・ディック』（2001年）、未完の3長編を再構成しカフカ本人のエピソードや現代の物語なども織り込んだ『世田谷カフカ ～フランツ・カフカ「審判」「城」「失踪者」を草案とする～』（2009年）が上演された。
オペラ作品ではゴットフリート・フォン・アイネムによる『審判』（1953年初演）、ハンス・ヴェルナー・ヘンツェによるラジオ・オペラ『村医者』（1951年）や、フィリップ・グラス作曲による『流刑地にて』（2000年初演）などがある。これ以外にもダンスや一人芝居など、様々なかたちで舞台化が試みられている。
カフカのテキストに曲を付けようとする試みもなされており（最初にカフカの詩に作曲したのはブロートだったという）、例として、ヴィヴィアン・ファインによる『支那の長城』、エルンスト・クルシェネクの『カフカによる5つの歌曲』、クルターグ・ジェルジの『カフカ断章』やルーカス・フォスのオーケストラ伴奏歌曲集『タイム・サイクル』の中の一曲などが挙げられる。